# Myuchelys latisternum
Espèce
Synonymes
- Elseya latisternum Gray, 1867
- Wollumbinia latisternum (Gray, 1867)
- Euchelymys spinosa Gray, 1871
- Wollumbinia dorsii Wells, 2009

Myuchelys latisternum est une espèce de tortue de la famille des Chelidae.

## Répartition
Cette espèce est endémique d'Australie. Elle se rencontre en Nouvelle-Galles du Sud et au Queensland.

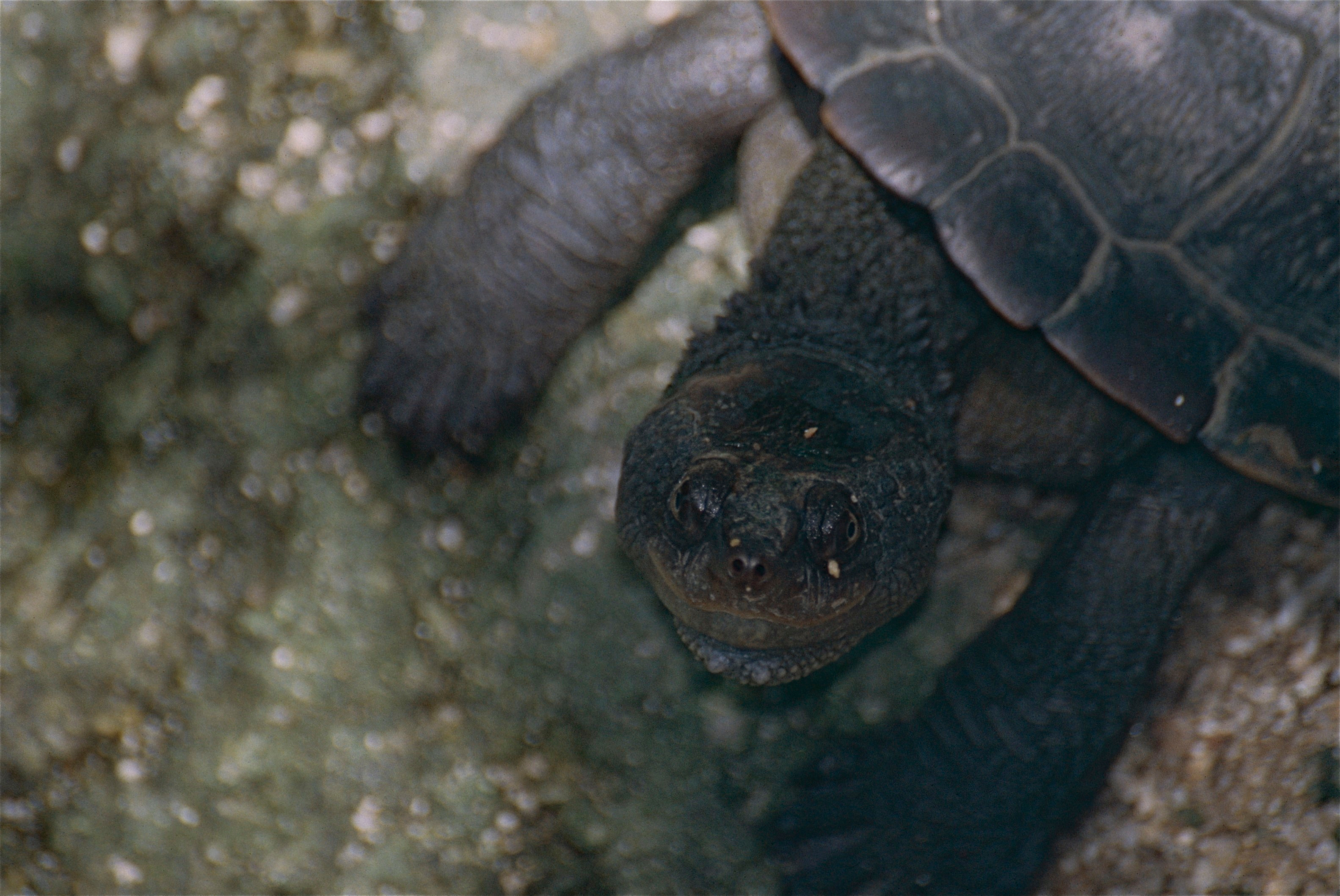

## Publication originale
- Gray, 1867 : Description of a new Australian tortoise (Elseya latisternum). Annals and Magazine of Natural History, sér. 3, vol. 20, p. 43-45 (texte intégral).